# Sveti Petar (żupania primorsko-gorska)
Sveti Petar – wieś w Chorwacji, w żupanii primorsko-gorskiej, w mieście Cres. W 2011 roku liczyła 14 mieszkańców.